# Sòstrat de Pel·lene
Sòstrat (en grec antic Σώστρατος) va ser un atleta de l'antiga Grècia nascut a Pel·lene, a Acaia que va viure al segle v aC.
Va guanyar la carrera a peu per a nois als Jocs Olímpics de l'any 460 aC. Va ser el primer d'Acaia que va guanyar als Jocs Olímpics després de la victòria que havia obtingut Oebotes l'any 756 aC. Segons la tradició, Oebotes havia maleït els aqueus perquè no li van donar un premi especial després de la seva victòria, i va invocar els déus perquè cap aqueu no pogués guanyar als Jocs Olímpics. Quan els aqueus, després de consultar l'Oracle de Delfos, van honorar Oebotes i li van dedicar una estàtua a Olímpia, es va trencar la maledicció i Sòstrat de Pel·lene va poder guanyar als Jocs. Pausànias diu que la seva tomba es troba a Dime.